# Country Club El Casco
Country Club El Casco es un barrio privado perteneciente al partido de Zárate, el cual se encuentra ubicado al noreste de la provincia de Buenos Aires en la República Argentina.

## Población
Cuenta con 452 habitantes (Indec, 2010), lo que representa un incremento del 33% frente a los 340 habitantes (Indec, 2001) del censo anterior.
| Gráfica de evolución demográfica de Country Club El Casco entre 1991 y 2010 |
|                                                                             |
| Fuente: Censos nacionales del INDEC                                         |

- Datos: Q5790289